# Basey
Basey é um município de  primeira classe de renda municipal (d) na província Samar, nas Filipinas. De acordo com o censo de 1 de maio  de  2020 possui uma população de 56 685 pessoas e 13 694 domicílios.